# Gages Lake
Gages Lake är en census-designated place i Lake County, i delstaten Illinois, USA. Enligt United States Census Bureau har orten en folkmängd på 10 198 invånare (2010) och en landarea på 7,7 km².